# Desnudo sobre la playa de Portici
Desnudo en la playa de Portici es un cuadro realizado por el pintor catalán Mariano Fortuny en el verano de 1874. Realizado en la técnica de óleo sobre tabla y sin dibujo preparatorio, se trata de una obra de pequeño tamaño, 13 × 19 cm, realizada en los últimos meses de vida del pintor. Actualmente se encuentra en el Museo del Prado (Madrid).

## Contexto
Cuando Mariano Fortuny realizó los últimos viajes a Roma a principios de la década de 1870, gozaba de un gran prestigio y fama, proporcionados por la realización de la obra La vicaría unos años antes (1868), y por la realización de importantes obras posteriores. Era, junto a Eduardo Rosales, una de las grandes celebridades del siglo XIX en España y en las grandes ciudades europeas como París o Roma. Sin embargo, se habla de una cierta depresión del pintor en esta época. A pesar de la buena posición socioeconómica de la que disponía, los encargos preciosistas y las exigencias de su marchante Adolphe Goupil, le impedían evolucionar en su pintura, lo que le dejó un cierto desánimo.
El renombre y la integración en el panorama artístico del momento, que ya había conseguido a los 29 años, se debía a sus excelentes dotes pictóricas, su diversidad técnica y a su éxito en el comercio del arte internacional, que junto a su interesante forma de ser, dieron lugar a la original y fuerte personalidad que se ve reflejada en sus obras.
Esta admiración que tenía la burguesía por la figura del artista, especialmente en Roma, se vio acrecentada cuando se estableció en Portici (perteneciente a la Ciudad Metropolitana de Nápoles) en el verano de 1874. Este asentamiento supuso la culminación de la pintura al natural, cuyos antecedentes encontramos en las obras de África y Granada, que se caracterizará por los trazos rápidos y por el carácter coloreado de las sombras del natural, sin uso del negro. Contaba con una residencia en villa Arata con vistas al mar, que fomentó el interés del pintor por los cambios de luz y de color, plasmados en diferentes trabajos como Playa de Portici de los que el periodista Henry Fouquier (1838-1901) resalta las ‘sensaciones brillantes y vivas’ que desprendía el lienzo. Esta nueva preocupación por representar los efectos lumínicos del ambiente marítimo, junto a los niños a los que veía jugar y correr al aire libre, fue lo que le llevó a pintar la serie de niños desnudos en la playa.
Durante los meses que estuvo en esta ciudad, existen testimonios que hablan de lo feliz y activo que se encontraba Fortuny y que se debía, como el mismo señaló, a que podía pintar para él mismo, a su gusto y lo que él quisiera, con una sensación de libertad que no había encontrado en sus estancias anteriores. Su objetivo era desarrollar su personalidad como artista, buscando en este caso, nuevos caminos que le acercasen al naturalismo.

## Descripción
El cuadro presenta la figura de un niño que reposa boca abajo sobre la arena de una playa, en este caso en la ciudad italiana de Portici. La arena sobre la que descansa la figura del niño parece compacta y cómoda, creada a partir de trazos rápidos y densos, fruto de haber restregado la pintura seca sobre la imprimación blanca, que contrasta de manera clara con el acabado del niño, más fino y nítido. A este contraste ayuda el uso que le da al color, claros en la imagen del niño y grisáceos y azulados para el fondo arenoso.
Puede verse el interés del pintor por la búsqueda de la captación de la luz en la multitud de reflejos y sombras que caen sobre las diferentes partes del cuerpito desnudo del niño, utilizando para cada una de ellas un tono diferente. Así, para las sombras de los hoyuelos de las caderas usa tonos azules y verdes; para las de la pierna y cadera izquierda emplea tonos rosados y azules y para las pequeñas zonas de la oreja y los dedos de los pies usa un matiz más rojizo, casi incandescente.
No será la única obra que realice con este mismo tema (Niño desnudo de espaldas en la playa de Portici, 1874), pero si en la que aplique una ejecución más cuidadosa y minuciosa, ya que en el resto se aprecian trazos más rápidos y manchas más grandes y aplastadas, sin contornos claros.
Aunque sea en la última parte de su vida cuando preste mayor atención a la representación infantil, ya estaba familiarizado con el dibujo de niños y adolescentes desde sus años de formación, cuando realizó diversas ilustraciones a lápiz, carboncillo o tinta de este tipo de figuras, como Desnudo masculino en pie, de frente, con la mano izquierda apoyada sobre un sillar (1861) o Desnudo infantil con flauta (1859), que se consideran los precedentes más remotos de la obra de Portici.

## Influencias
Como ya hemos dicho, no se trata de una obra completamente original, sino que el mismo Fortuny ya había realizado dibujos infantiles anteriormente, aunque sin relación directa. Por otra parte, Delacroix fue uno de los pintores del siglo XIX que más influyeron en el artista, aunque mayormente de su parte academicista. Serán las obras realizadas en sus viajes a África los que marquen el verdadero comienzo del impresionismo característico de sus últimas obras, tanto de las orientales como las que realiza en Italia en sus últimos años.

## Ubicación
Tras la muerte del pintor, la obra quedó en Roma, formando parte de la testamentaría del pintor hasta el año siguiente, cuando se lleva a cabo su venta en el Hôtel Drouot (París). Fue adquirido por Ramón de Errazu, que lo legó más tarde al Museo del Prado, donde fue aceptado por orden real el 13 de diciembre de 1904.

## Exposiciones
Desde la muerte del pintor, la obra ha sido expuesta en diferentes ciudades tanto nacionales como internacionales:
- París, 1878.
- Barcelona, 1940
- Barcelona-Reus-Madrid, 1974-1975.
- Madrid-Barcelona-Oviedo, 1983-1984.
- Madrid, 1998.
- Barcelona, 2003-2004.
- Madrid, 2005-2006.
- Madrid, 2007-2008.
- Madrid, 2013.
- Barcelona, 2014.
- Tokio, 2015-2016.